# Stor-Skälsjön
Stor-Skälsjön är en sjö i Sundsvalls kommun i Medelpad och ingår i Indalsälvens huvudavrinningsområde. Sjön är 22,8 meter djup, har en yta på 10,4 kvadratkilometer och befinner sig 259,1 meter över havet. Sjön avvattnas av vattendraget Kvarnån (Näckån).
Vid Skälsjön ligger ett flertal byar som än idag är bofasta som exempelvis byarna Skälgården och Anderberget. Vid Skälgården finns 10 bofasta och även flera fritidsboenden som används året runt. Området kring Stor-Skälsjön används flitigt gällande friluftsliv, med vandrings och skoterleder genom föreningen Widelake, fiske, bärplockning, bad och stugor som kan hyras. I området finns även Rigåsens naturreservat. 

## Delavrinningsområde
Stor-Skälsjön ingår i det delavrinningsområde (696731-155695) som SMHI kallar för Utloppet av Stor-Skälsjön. Medelhöjden är 301 meter över havet och ytan är 52,52 kvadratkilometer. Räknas de 11 avrinningsområdena uppströms in blir den ackumulerade arean 108,9 kvadratkilometer. Kvarnån (Näckån) som avvattnar avrinningsområdet har biflödesordning 2, vilket innebär att vattnet flödar genom totalt 2 vattendrag innan det når havet efter 69 kilometer. Avrinningsområdet består mestadels av skog (70 procent). Avrinningsområdet har 10,48 kvadratkilometer vattenytor vilket ger det en sjöprocent på 19,9 procent.